# Earnest Will

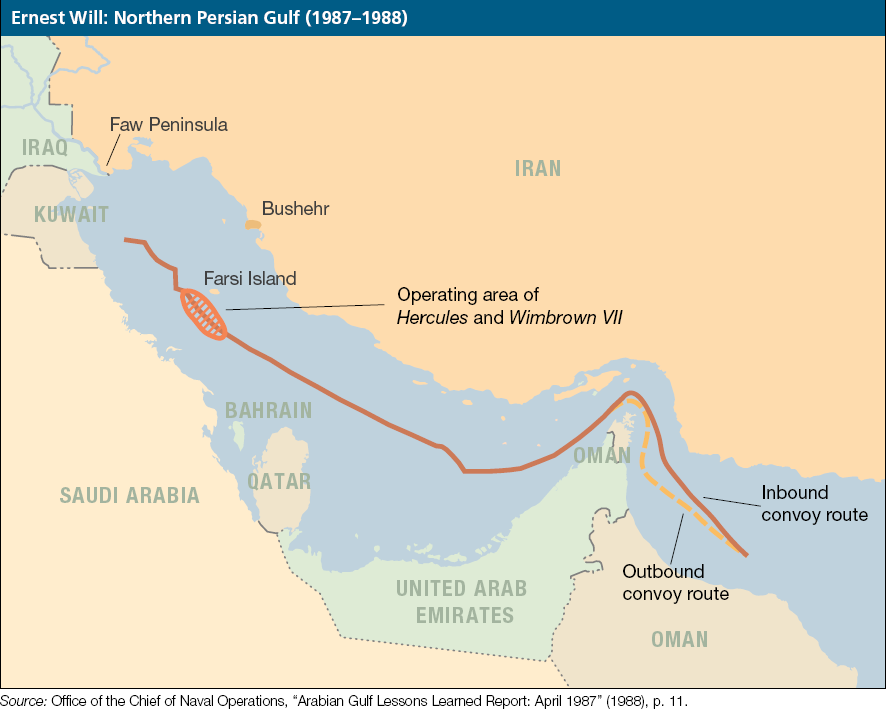
Карта региона Персидского залива с отмеченным стандартным маршрутом конвоирования кораблей

Earnest Will (в переводе — «Искренние намерения» или «Твёрдые намерения») — кодовое название операции ВМС США по конвоированию кувейтских танкеров в Персидском заливе во время ирано-иракской войны. Самая крупная морская конвойная операция после Второй мировой войны.
В ходе боевых действий между Ираном и Ираком обе стороны с 1984 года начали активно атаковать танкеры третьих стран, транспортировавшие нефть противника. Целью этих акций было сорвать перевозку нефти и тем самым нанести удар по экономике врага. В результате действий обеих сторон судоходство в Персидском заливе оказалось подвергнуто большому риску.

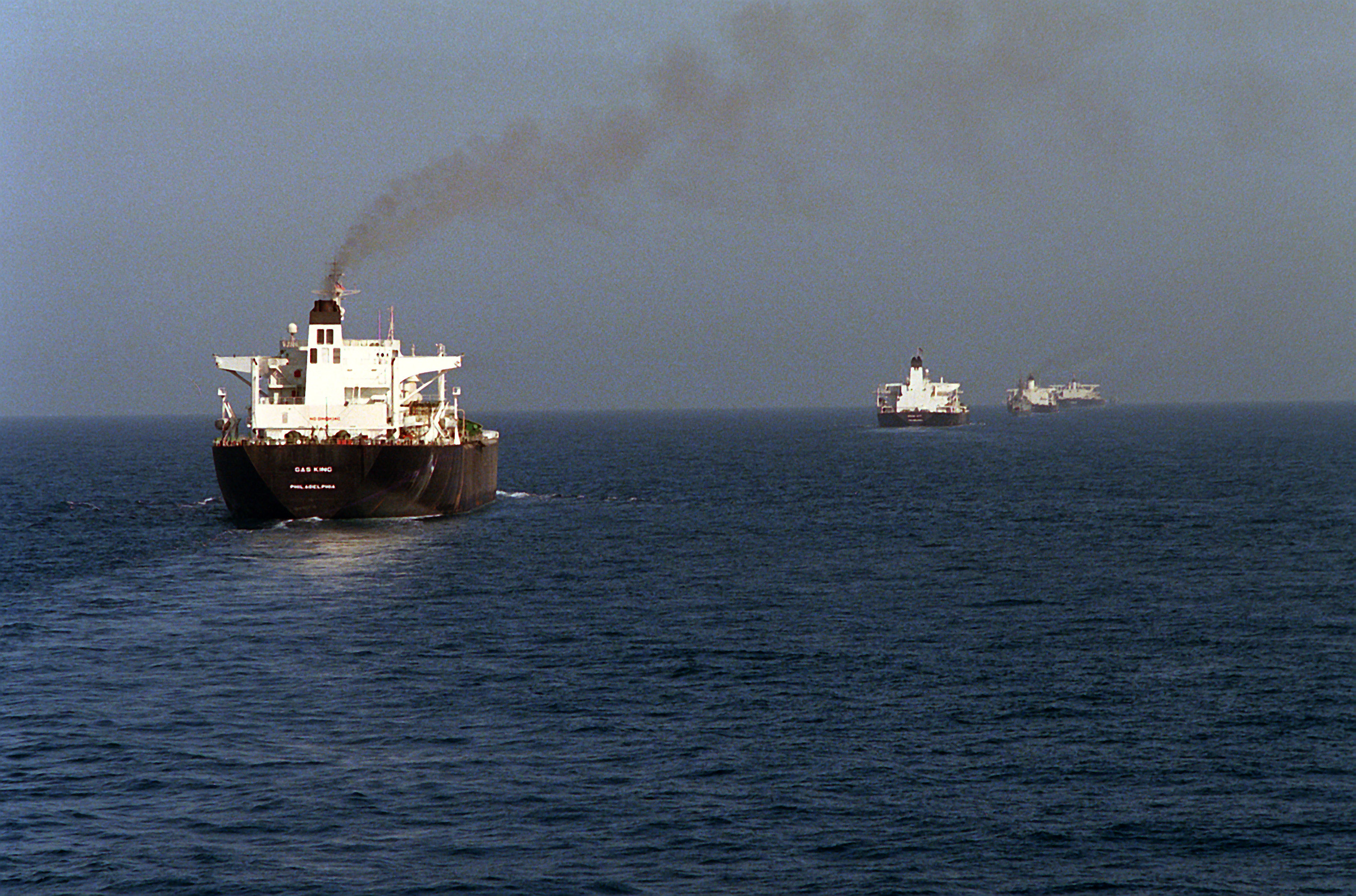
Четыре кувейтских танкера идут в составе конвоя. Август 1987 года

В конце 1986 года Кувейт обратился к сверхдержавам с просьбой защитить кувейтские танкеры от продолжающихся нападений. США поначалу проигнорировали эту просьбу, однако изменили свою позицию после того, как Советский Союз предоставил Кувейту несколько своих танкеров. В Персидский залив были отправлены дополнительные силы ВМС США, которые с 24 июля 1987 года начали эскортировать танкеры, что и стало началом операции «Earnest Will».
В ходе операции имел место целый ряд инцидентов и конфронтаций, в том числе:
- инцидент с кораблём «Иран Айр» (иранское судно, занимавшееся минированием Персидского залива);
- операция «Nimble Archer» против иранских нефтедобывающих платформ;
- подрыв на мине американского фрегата «Сэмюэль Б. Робертс»;
- операция «Praying Mantis»;
- инцидент со сбитием иранского пассажирского самолёта.

Ирано-иракская война завершилась в августе 1988 года, а 26 сентября американские корабли в последний раз сопровождали танкер в Персидском заливе.